# روبرت ريد (سائق رالي)
روبرت ريد (بالإنجليزية: Robert Reid)‏ هو سائق رالي بريطاني، ولد في 17 فبراير 1966 في بيرث في المملكة المتحدة.